# Gia Čichladze
Gia Čichladze (* 9. května 1986 Choni) je gruzínský zápasník–volnostylař, který od roku 2006 reprezentuje Ukrajinu.

## Sportovní kariéra
Je rodákem z gruzínského Choni. Zápasení se věnoval od 8 let. Od roku 2004 žil na Ukrajině, kterou od roku 2006 reprezentoval ve volném stylu. V roce 2009 nahradil na pozici reprezentační jedničky Ibragima Aldatova, ale na mezinárodní úrovni se výrazně neprosadil. V roce 2012 a 2016 neuspěl v olympijské kvalifikaci a Ukrajina němela v jeho váhové kategorii v těchto letech na olympijských hrách zastoupení.

## Výsledky
| Turnaj             | Gruzie | Gruzie | Gruzie | Ukrajina | Ukrajina | Ukrajina | Ukrajina | Ukrajina | Ukrajina | Ukrajina | Ukrajina | Ukrajina | Ukrajina | Ukrajina |
| Turnaj             | 2003   | 2004   | 2005   | 2006     | 2007     | 2008     | 2009     | 2010     | 2011     | 2012     | 2013     | 2014     | 2015     | 2016     |
| Turnaj             | 17     | 18     | 19     | 20       | 21       | 22       | 23       | 24       | 25       | 26       | 27       | 28       | 29       | 30       |
| Turnaj             | -74    | -74    | -74    | -74      | -74      | -74      | -74      | -74      | -74      | -74      | -74      | -74      | -74      | -74      |
| ------------------ | ------ | ------ | ------ | -------- | -------- | -------- | -------- | -------- | -------- | -------- | -------- | -------- | -------- | -------- |
| Olympijské hry     |        | —      |        |          |          | —        |          |          |          | —        |          |          |          | —        |
| Mistrovství světa  | —      |        | —      | —        | —        |          | úč.      | —        | —        |          | úč.      | —        | —        |          |
| Evropské hry       |        |        |        |          |          |          |          |          |          |          |          |          | —        |          |
| Mistrovství Evropy | —      | —      | —      | —        | —        | —        | —        | úč.      | —        | —        | 3.       | —        | —        | 8.       |
| MS juniorů         | —      | —      | —      | 3.       |          |          |          |          |          |          |          |          |          |          |
| ME juniorů         | —      | —      | —      | —        |          |          |          |          |          |          |          |          |          |          |
| ME dorostenci      | 6.     |        |        |          |          |          |          |          |          |          |          |          |          |          |